# Arichanna ditetragona
Arichanna ditetragona là một loài bướm đêm trong họ Geometridae.